# Ernst Thälmann (Film)
Ernst Thälmann ist ein zweiteiliger Fernsehfilm der DEFA aus dem Jahr 1986. Die Erstausstrahlung erfolgte am 7. Februar 1986 im 1. Programm des Fernsehens der DDR.

## Handlung
Der biografische Film spannt einen Bogen vom 1. Mai 1929, dem sogenannten Blutmai, an dem Polizisten auf demonstrierende Berliner Arbeiter schossen, zum 7. Februar 1933, dem Tag, an dem die Tagung des Zentralkomitees der KPD in Ziegenhals stattfand, auf der Thälmann zum letzten Mal als Redner auftrat.

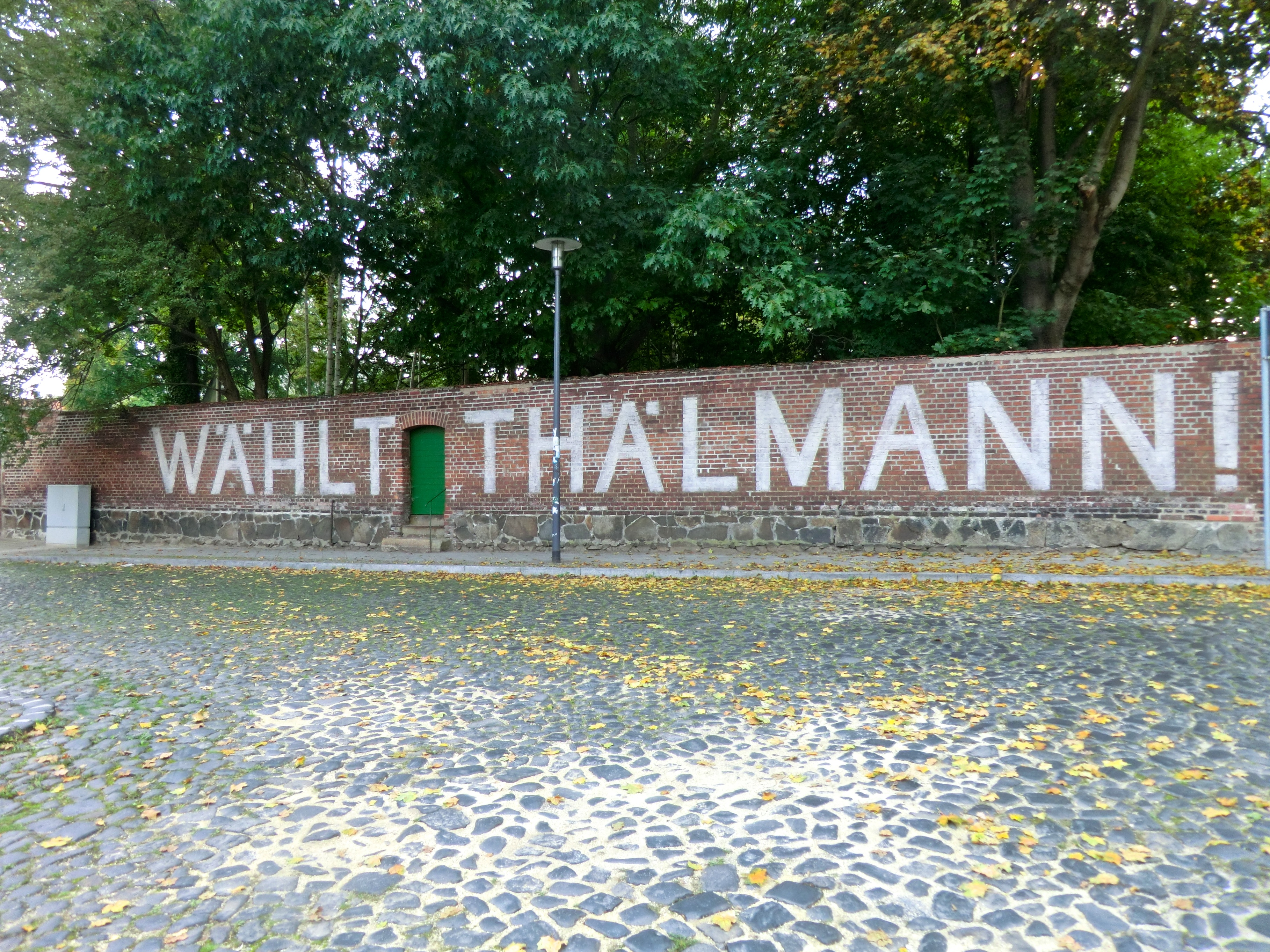
Schriftzug aus dem Ernst-Thälmann-Film; Görlitz, Bergstraße

## Produktion
Die Dreharbeiten begannen 1984 und fanden unter anderem in Görlitz und Aue (Stadion des FC Erzgebirge Aue wurde als Stadion Wuppertal dargestellt) statt. Der für den Film in Görlitz installierte Schriftzug ist noch vorhanden.

## Kritik
„Historisch ungenaues, lückenhaftes und zum Zeitpunkt seines Entstehens bereits anachronistisches Heldenepos, das von der SED-Parteiführung als Haupt- und Staatsaktion behandelt wurde.“

## DVD
Der Film erschien am 17. März 2014 bei Icestorm Entertainment auf DVD.